# Jeremy Hansen
Jeremy Roger Hansen (London, 27 gennaio 1976) è un astronauta e aviatore canadese.

## Biografia e carriera militare
È cresciuto in una fattoria vicino ad Ailsa Craig, in Ontario, fino a quando non si è trasferito a Ingersoll per frequentare la scuola superiore. È sposato e ha tre figli. Gli piace trascorrere il tempo andando in barca a vela, facendo arrampicata e mountain biking.
L'esperienza di volo di Hansen è iniziata a 12 anni, quando si è unito al programma Air Cadet, durante il quale ha ottenuto la licenza di pilota di aliante e di pilota privato, frequentando sino ai 17 anni. Si è laureato in Scienze spaziali nel 1999 e ha conseguito un master in fisica nel 2000, entrambi al Università militare reale di Kingston, in Ontario. Dal 2003 sino al 2006 è stato pilota militare degli aerei CF-18, assumendo la posizione di ufficiale delle operazioni di combattimento del 4 Wing a Cold Lake, in Alberta. Le sue responsabilità includevano il controllo dell'efficacia delle operazioni aeree di difesa della NORAD e l'operatività delle basi. Nell'aeronautica militare canadese ha il grado di Tenente colonnello.
Il 3 aprile 2023 la NASA ha ufficialmente reso noto che l'astronauta Hansen farà parte, come specialista di missione, dell'equipaggio di Artemis II, in volo in orbita intorno alla Luna, assieme ad altri tre astronauti statunitensi (Christina Koch, specialista, Reid Wiseman, comandante, e Victor Glover, pilota).

## Carriera come astronauta
Hansen è stato uno dei due astronauti ad essere selezionati nel maggio del 2009 durante la terza selezione di astronauti canadesi e uno dei 14 a far parte del 20º gruppo di astronauti NASA. Nel 2011, ha completato l'addestramento di base dei candidati astronauti (ASCAN), durante il quale ha seguito lezioni tecniche e scientifiche, lezioni sui sistemi della Stazione spaziale internazionale (ISS), attività extraveicolari (EVA), attività robotiche, addestramenti psicologici e sugli aerei T-38, lezioni di lingua russa e addestramenti di sopravvivenza in mare e nella giungla. 
Nel 2011 è stato Capcom della missione NASA NEEMO 15. Ha lavorato come Capcom al Centro di controllo missione della NASA, dove ha svolto cioè il ruolo di collegamento tra Terra e ISS, essendo il Capcom l'unico a parlare con gli astronauti in orbita dal controllo missione. 
Nell'estate del 2012 ha partecipato a una spedizione nell'Isola Vittoria dell'arcipelago artico canadese, in cui ha aiutato a investigare su un cratere forse creatosi dall'impatto con un meteorite.
Dal 2011 al 2013 è stato assegnato come Equipaggio di supporto degli Astronauti dell'Expedition 34/35.
A luglio 2013 si è unito al Dr. Osinski in una spedizione nell'Isola di Devon per studiare gli impatti dei crateri, imparando metodi e tecniche da usare in zone geologiche. 
A settembre del 2013 ha partecipato alla missione ESA CAVES 2013, in cui ha trascorso con altri cinque astronauti (Nespoli, Barratt, Fischer, Ovčinin e Furukawa) sei giorni nella grotta Su Bentu in Sardegna. La missione CAVES ha numerosi elementi in comune con l’esplorazione spaziale, tra cui la pericolosità del luogo, le similitudini nei protocolli (come la presenza dei cavi di sicurezza), la mancata tempestività dei soccorsi e l’isolamento.
Da marzo a maggio 2014 è stato Capo Capcom per l'Expedition 39.
A settembre 2014 ha preso parte alla missione NASA NEEMO 19 in cui ha trascorso una settimana nell'Aquarius, un habitat sottomarino situato nel fondale del mare (a 19 metri di profondità), a Key Largo, in Florida.